# (9929) McConnell
(9929) McConnell (1982 DP1) – planetoida z pasa głównego asteroid okrążająca Słońce w ciągu 3,44 lat w średniej odległości 2,28 j.a. Odkryta 24 lutego 1982 roku.